# ترهونه
تَرْهونَه یا تَرهونا شهری کهن در جنوب شرقی(۸۰ کیلومتر) طرابلس در لیبی است.

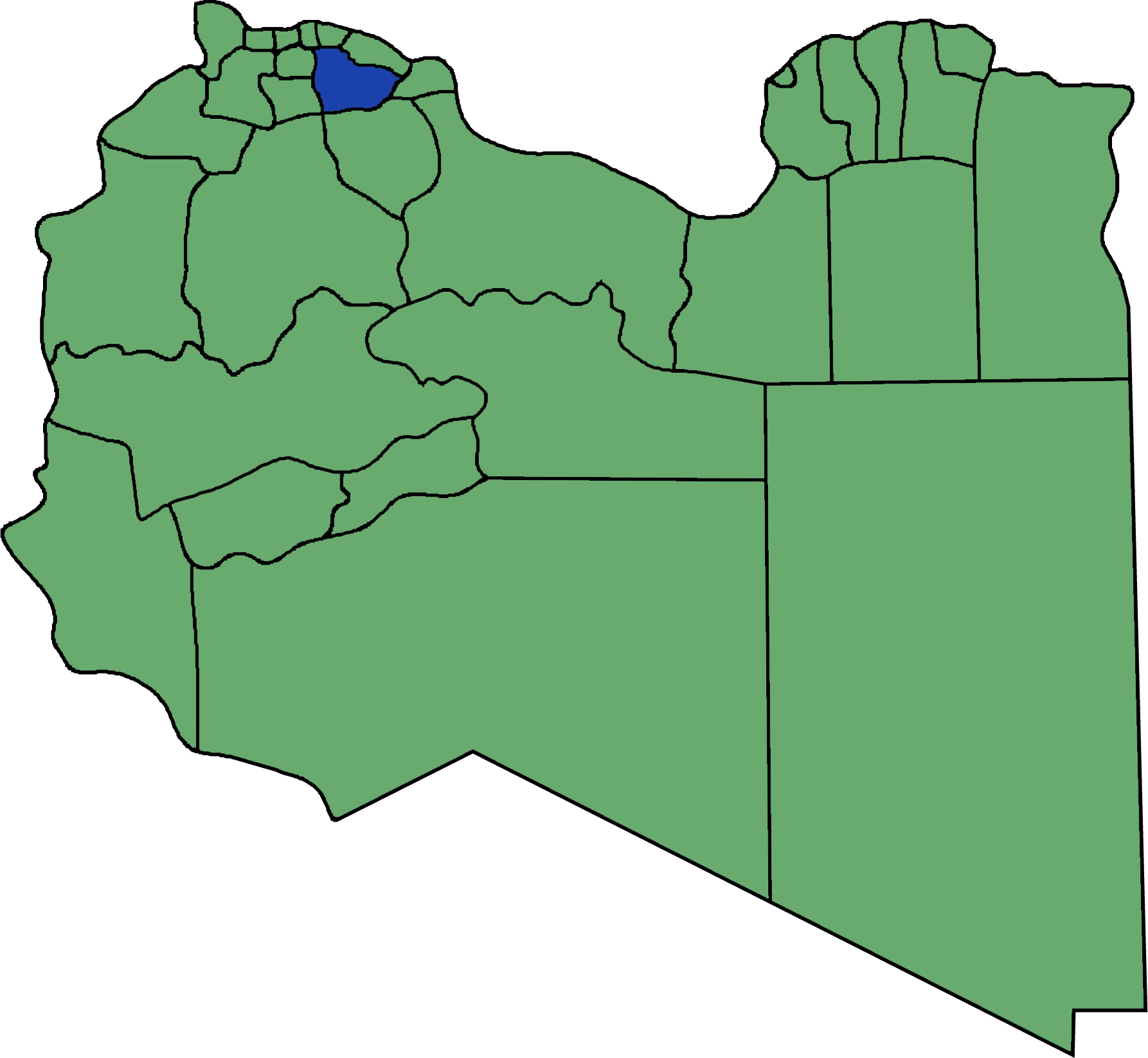
شعبية ترهونة ومسلاتة